# Mullvadsdjur

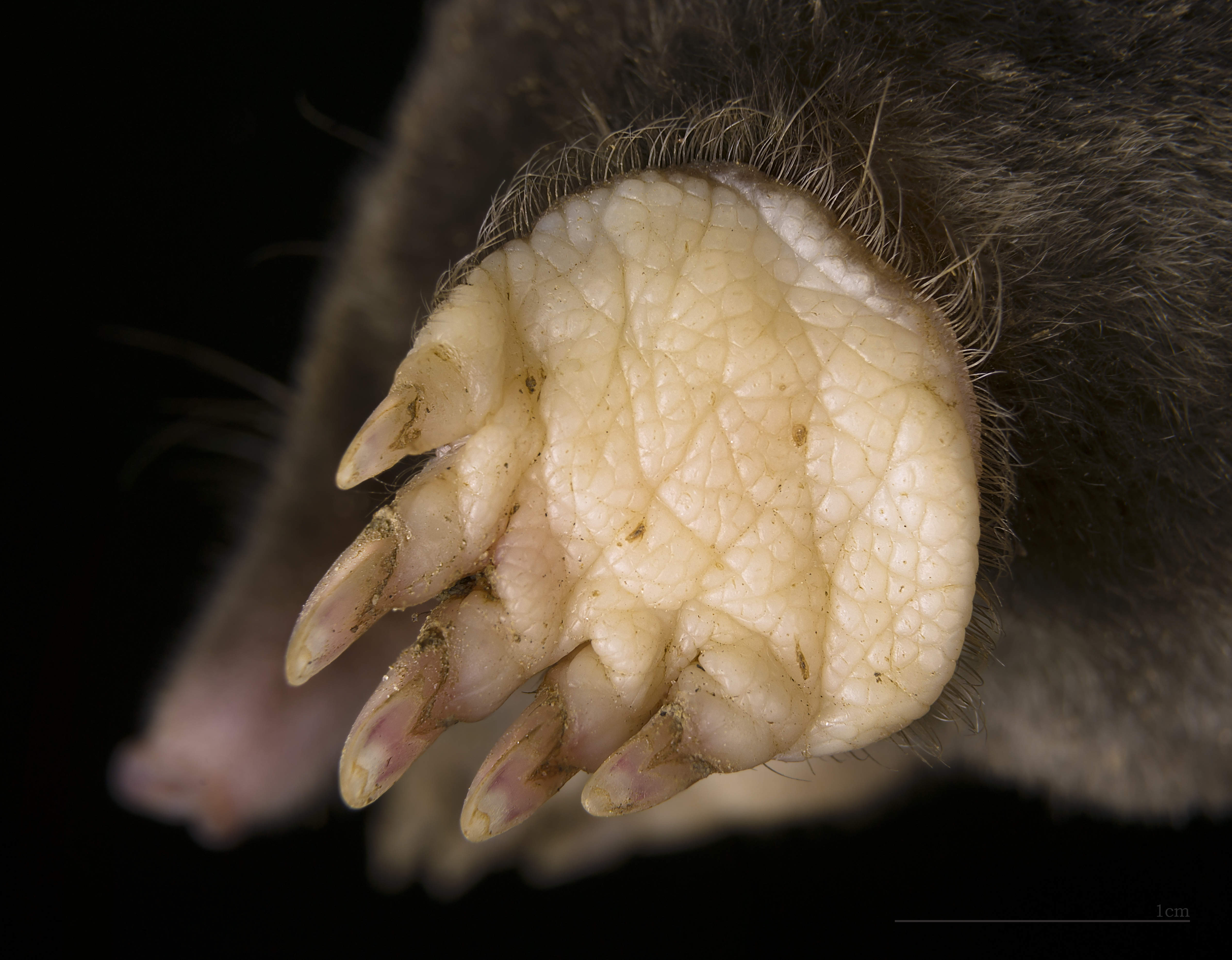
Närbild på den vanliga mullvadens främre extremiteter

Mullvadsdjur (Talpidae) är en familj i däggdjursordningen äkta insektsätare. Till familjen räknas omkring 35 arter som fördelas på cirka 16 släkten i tre underfamiljer. Mullvadsdjur lever i Eurasien och Nordamerika, men i centrala Europa förekommer dock endast den europeiska mullvaden (Talpa europaea). Många mullvadsdjur, dock inte alla, lever i underjordiska gångar som de gräver själva, men några arter lever ovan jord eller delvis i vattnet.

## Kännetecken

### Allmänt
De mest typiska formerna är en tjock, ofta mer eller mindre cylindrisk kropp, utdragen nos, kort hals och korta extremiteter, av vilka de främre är ombildade till mer eller mindre starka grävfötter. Detta är i överensstämmelse med djurens grävande och underjordiska levnadssätt. Alla mullvadar är ganska små. Kroppslängden är 3 till 22 centimeter och vikten 9 till 170 gram. Den största arten är desmanråttan och de minsta arterna liknar näbbmöss. Svansens längd är variabel: hos grävande arter är den vanligen kort och bara glest täckt med hår. Dessa hår är vanligen känselhår som hjälper arten att orientera sig bakåt. Hos näbbmusliknande arter och myskmöss är svansen lika lång som övriga kroppen. Hos myskmöss är den dessutom avplattad för en bättre framkomlighet i vattnet.
Hos underjordiska arter består pälsen bara av ullhår så att den känns mjuk och fin. De kan därför röra sig fram och bakåt i trånga gångar utan större problem. Myskmöss har däremot en päls som nästan är vattentät. Pälsens färg varierar mellan ljusgrå, olika nyanser av brun och svart. Alla mullvadsdjur har doftkörtlar i huden för att markera revirets gränser. Myskmöss har dessutom körtlar vid svansroten som avsöndrar en myskliknande doft.

### Extremiteter
Även vissa inre egenskaper står i omedelbart samband med mullvadsdjurens levnadssätt som underjordiska grävare. Dessa är bland annat de ofta förkortade och förtjockade överarmsbenen och nyckelbenen, det kölformade bröstbenshandtaget, ibland ett extraben i handen, det så kallade senbenet (för att ge den en mera skovellik form) och avsaknad av förbindelse mellan bäckenhalvorna eller med en mycket svag sådan. Mullvadsdjuren visar olika differentieringar beroende på graden av grävarverksamhet eller anpassning till vattenliv, och vissa uppvisar en närmare likhet med näbbmössen (Soricidae).
Skenben och vadben är sammanväxta i nedre delen.
Myskmöss har däremot simhud mellan tårna och håren på extremiteterna liknar borst. Hos näbbmusliknande arter är de främre extremiteterna inte lika bra anpassade till ett grävande levnadssätt.

### Huvudet och tänder

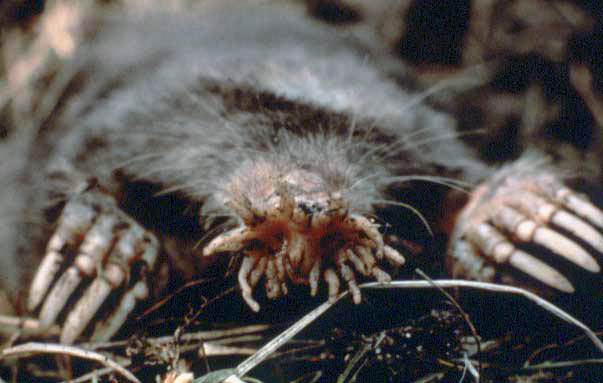
Stjärnmullvaden har många känselreceptorer i nosen

Mullvadsdjurens skalle är långsträckt och avplattad. Kännetecknande är den långa snabelliknande nosen. Nosen är mycket rörlig och saknar vanligen hår. Ögonen är påfallande små och hos flera arter delvis täckt med hud. Med undantag av släktet Uropsilus saknar alla mullvadsdjur yttre öron.
Liksom hos näbbmössen är de bakre kindtändernas kronor W-formiga och består av på samma sätt uppkomna beståndsdelar (till skillnad från hos andra insektätare). Tandformeln är I 2-3/1-3 C 1/0-1 P 3-4/3-4 M 3/3, alltså 33 till 44 tänder. Mjölktänder byts ofta ut före födelsen eller kort efteråt.
Hos mullvadsdjurens sinnesförnimmelser spelar luktsinnet en betydande roll. Vid nosen finns ett stort antal känselreceptorer. Antagligen registrerar de inte bara känselstimuli utan även elektriska stimuli. På så sätt uppfattar de elektriska fält som skapas vid bytesdjurens rörelser. Bäst utvecklade är känselreceptorerna hos stjärnmullvaden där de sitter i de fingerliknande hudbihangen kring nosen.
Trots avsaknaden av yttre öron är hörseln bra utvecklad. Hos de flesta arterna är däremot synen bristfällig. Ofta kan de bara skilja mellan ljust och mörkt.

### Inre organ
Liksom hos andra äkta insektsätare är mag-tarmkanalen enkelt uppbyggd. Tarmen är ofta en enkel slang som i jämförelse med hela kroppen är kort, och blindtarm saknas. Som anpassning till den syrefattiga luften i gångarna är andelen hemoglobin i blodet betydligt högre än hos andra däggdjur av samma storlek. Det urogenitala systemet är ungefär lika som hos alla andra äkta insektsätare. Hannarnas testiklar ligger utanför buken i hudveck som liknar en scrotum. Honornas livmoder är tvådelad (Uterus bicornis).

## Utbredning och habitat
Mullvadsdjur förekommer främst i tempererade regioner av Eurasien och Nordamerika. I Eurasien sträcker sig utbredningsområdet från Storbritannien och Iberiska halvön över stora delar av Europa och Asien till Japan och söderut till Malackahalvön. I Nordamerika finns mullvadsdjur från södra och östra Kanada till nordöstra Mexiko. De lever i olika habitat men saknas i polara och subpolara regioner samt på höga bergskedjor.

## Levnadssätt

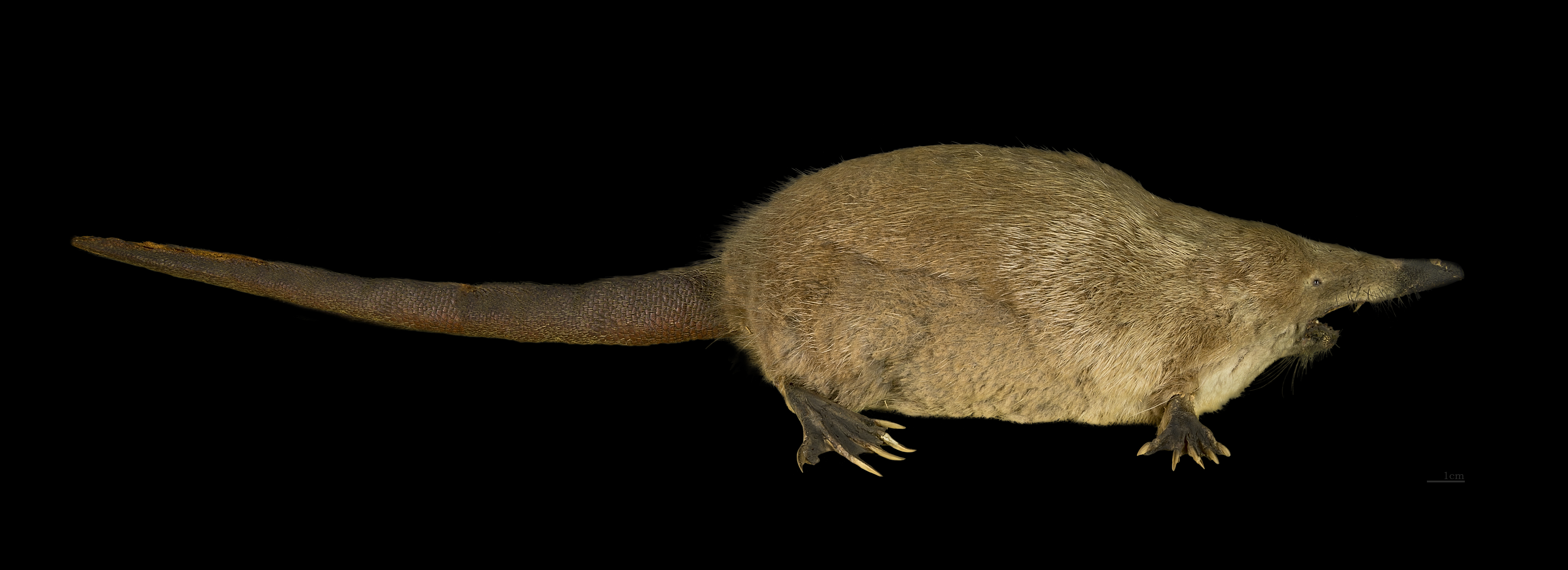
Myskmöss skapar inga underjordiska gångsystem. De letar däremot i vattnet efter föda.

### Allmänt
Flera arter av mullvadsdjur skapar underjordiska gångsystem där de tillbringar största delen av livet. Materialet som grävs bort kastas vanligen upp i flera jordhögar. Beroende på art och levnadsområde ligger gångarna tät under markytan eller längre ner i jorden. Det finns även mullvaddjur som har båda varianter av tunnlarna. Mullvadsdjur som lever i kallare regioner vistas under vintern ofta i djupare jordskikt än under sommaren. Bland gångarna skapas ett eller flera större bon som polstras med växtdelar. Bona ligger ofta lägre än gångsystemet.
De flesta arter antas ha förmåga att simma, vattenlevande arter som myskmöss och stjärnmullvaden hittar till och med sin föda vid vattendragets botten. Arter av släktet Uropsilus och andra näbbmusliknande medlemmar vistas däremot främst ovan jord. De har sitt bo under jorden men skapar inga komplexa gångsystem. De kan klättra på buskar och ibland skapas bon bland kvistarna.

### Socialt beteende och aktivitet
Mullvadsdjur är liksom de flesta andra äkta insektsätarna ensamlevande och de reagerar aggressivt på artfränder. Bara hos ett fåtal arter förekommer flera individer i samma gångsystem och även där undviker de varandra om inte mattillgången är väldig god. Bland arter som ibland lever i mindre grupper kan nämnas myskmöss och stjärnmullvaden.
Liksom flera andra underjordiska djur har mullvadsdjur ingen utpräglad dag-natt-rytm. Till exempel har den europeiska mullvaden tre sovtider och tre aktiva tider under ett dygn. Den är vanligen aktiv under 4 till 5 timmar på förmiddagen, på eftermiddagen och kring mittnatt. Arter som lever ovanpå jorden är ofta aktiva på natten men de kan även vara aktiva på dagen.
I de grävande arternas utbredningsområde förekommer mellan 5 och 28 individer per hektar. Revirets storlek beror på kön, på habitatet och på årstiden.
Mullvadsdjur håller ingen vinterdvala, de uppsöker däremot djupare jordskikt och skapar före vintern ett förråd men föda.

### Föda

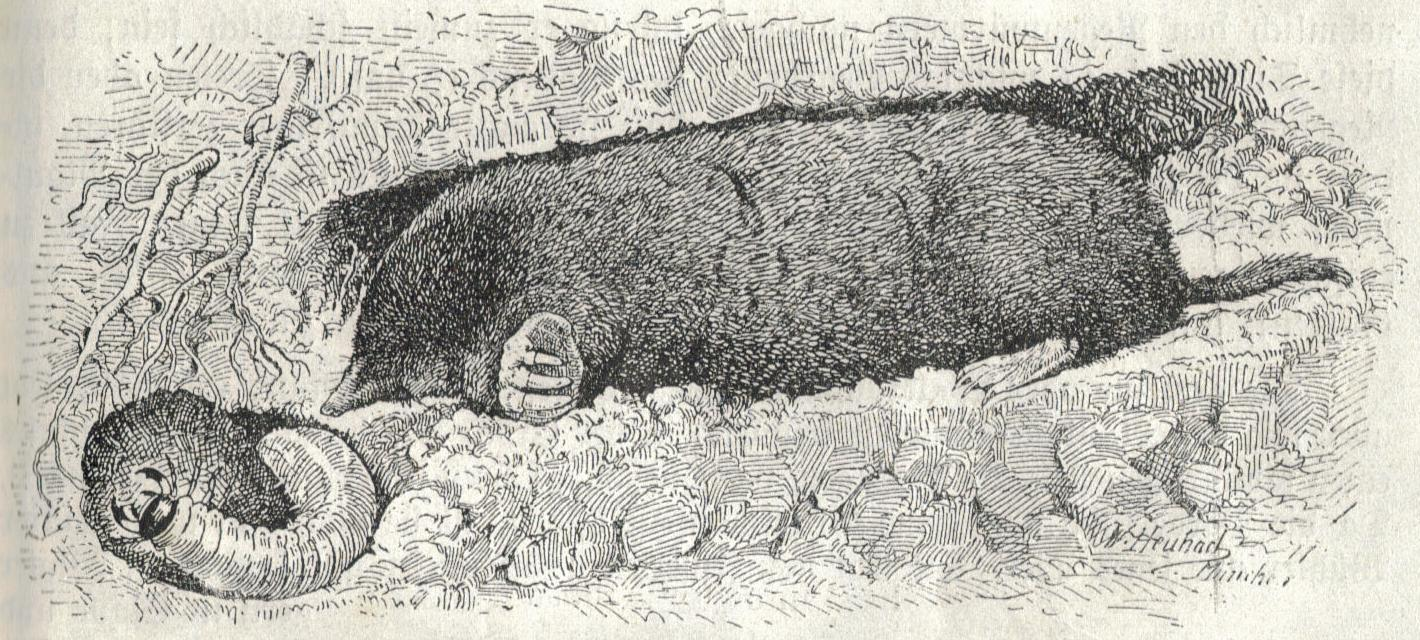
En mullvad som hittar en insektslarv.

Mullvadar är omnivorer. Föda hittas på olika sätt: genom att gräva i marken, genom vandring i gångsystemet, genom letande på markytan eller hos vissa arter genom att simma i vattnet. Vilken metod som används beror på arten, på jordens sammansättning, på årstiden och på individens skicklighet. Födan består till största del av ringmaskar som daggmasken, samt av insekter och deras larver. Dessutom äter de ibland andra ryggradslösa djur eller små ryggradsdjur. De äter sällan växtdelar, i så fall främst underjordiska. Mullvadsdjur har en hög ämnesomsättning och behöver därför stora mängder föda. Det är känt att den europeiska mullvaden inte överlever längre tider med födobrist (12 till 24 timmar). Därför äter den dagligen föda som motsvarar ungefär hälften av kroppsvikten.
Myskmöss äter främst räkor, små fiskar och små groddjur.

### Fortplantning och livslängd
De flesta arterna parar sig bara en gång per år och födelsen sker vanligen under våren. Dräktigheten varar mellan 28 och 50 dagar och per kull föds en till sju ungar (sällan upp till nio). Nyfödda ungar saknar hår och är hjälplösa men de växer fort. Efter cirka 21 dagar öppnar de ögonen för första gången och efter tre till fyra veckor slutar honan att ge di. Efter cirka fem veckor lämnar ungarna modern och många dör innan de kan bygga egna bon. Under andra levnadsåret blir de könsmogna och flera individer parar sig för första gången ett år efter födelsen.
Livslängden är jämförelsevis kort och uppskattas vara tre till sex år.

## Mullvadsdjur och människor

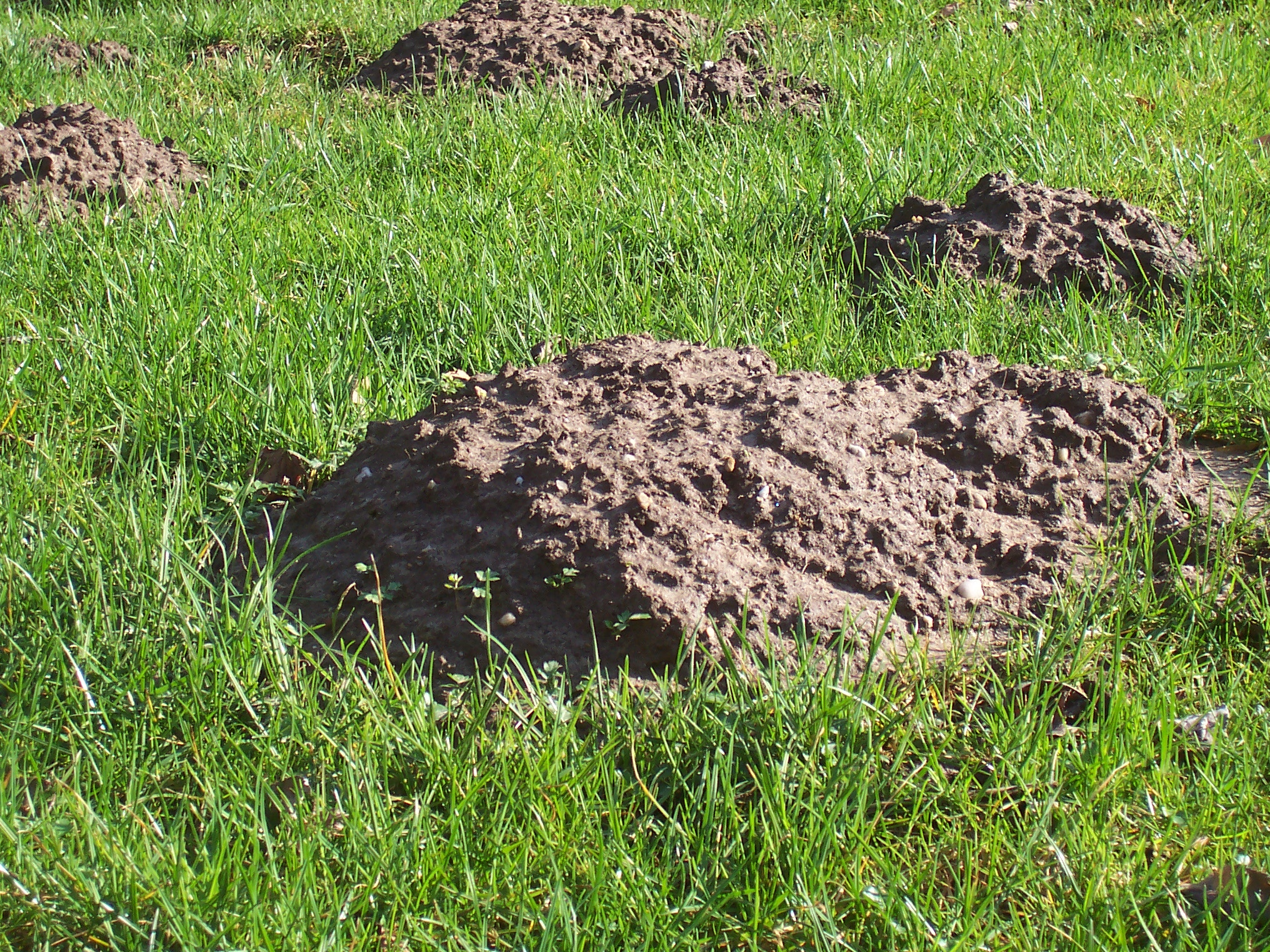
Jordhögar skapade av mullvaden

Ordet mullvad syftar på jordformen mull som är ett utmärkt habitat för de grävande arterna. På några språk, till exempel tyska, blev namnet förvrängt så att den första delen av Maulwurf betyder munhåla.
Tidigare jagades olika arter av mullvadsdjur för pälsens skull men sådan jakt förekommer inte längre. Idag består konflikten mellan människan och mullvadsdjur främst i deras grävande levnadssätt. Trots att de endast obetydligt äter växter kan de förstöra rötter av känsliga vegetationsformer. Ofta används mullvadsdjurens gångsystem av växtätare som möss och råttor. Jordhögar och tunnlar orsakar ibland skador på jordbruksredskap. I flera fall betraktas jordhögarna av estetiska skäl som störande i trädgården. Grävande mullvadsdjur bekämpas vanligen med gift.
IUCN listar arten Mogera etigo som starkt hotad (endangered), desmanråttan och bisamnäbbmusen som sårbar (vulnerable), Mogera tokudae som nära hotad (near threatened), några arter med kunskapsbrist (data deficient) och alla andra som livskraftiga (least concern).
Mullvadar förekommer i flera barnböcker och tecknade serier. Känd är bland annat den lilla mullvaden av den tjeckiske filmskaparen Zdeněk Miler. I barnboksklassikern Det susar i säven av Kenneth Grahame är en av huvudkaraktärerna en mullvad.
På grund av det dolda levnadssättet har "mullvad" blivit en synonym för en spion som arbetar för ett fiendeland inom sitt eget lands regering eller underrättelsetjänst.

## Systematik

### Yttre systematik
Mullvadsdjuren räknas till ordningen äkta insektsätare (Eulipotyphla). Ordningen utgör resten av den upplösta ordningen Insectivora. Flera medlemmar av den tidigare ordningen Insectivora räknas idag till helt andra ordningar. Tidigare antogs även att mullvadsdjur och näbbmöss är systertaxa. Enligt modernmolekylärgenetiska undersökningar betraktas mullvadsdjuren idag som systergrupp till ett gemensamt taxon av igelkottar och näbbmöss. På grund av igelkottarnas oklara systematiska position är denna teori fortfarande omstridd.

### Inre systematik
Tidigare indelades mullvadsdjuren på grund av morfologiska egenskaper i tre huvudgrupper: arter som gräver underjordiska gångsystem, myskmöss som lever i vattnet och näbbmusliknande arter som lever ovanpå jorden. Denna indelning motsvarar inte den evolutionära utvecklingen.
Troligen utgör den näbbmusliknande underordningen Uropsilinae systergrupp till alla övriga mullvadsdjur medan andra näbbmusliknande arter som den japanska släktgruppen Urotrichini och den amerikanska arten Neurotrichus gibbsii är närmare släkt med de typiska mullvadsdjuren. Även de vattenlevande myskmössen är nära släkt med grävande arter från gamla världen medan grävande arter från nya världen utgör en egen underfamilj, Scalopinae. Grävande mullvadsdjur utvecklades alltså två gånger under evolutionens gång.
Den följande listan förtecknar alla taxa fram till släktnivån:
- underfamilj Uropsilinae
  - Uropsilus, fyra arter
- underfamilj Scalopinae
  - tribus Condylurini
    - Stjärnmullvad (Condylura cristata)

  - tribus Scalopini
    - Parascalops breweri
    - Scalopus aquaticus
    - Scapanulus oweni
    - Scapanus, tre arter
- underfamilj Talpinae
  - tribus Myskmöss (Desmanini)
    - Desmanråtta (Desmana moschata)
    - Bisamnäbbmus (Galemys pyrenaicus)

  - tribus Neurotrichini
    - Neurotrichus gibbsii

  - tribus Scaptonychini
    - Scaptonyx fusicaudus

  - tribus Talpini
    - Euroscaptor, 6 arter
    - Mogera, 5 arter
    - Parascaptor leucura
    - Scaptochirus moschatus
    - Mullvadar (Talpa), 9 arter, däribland den vanliga mullvaden (T. europaea)

  - tribus Urotrichini
    - Dymecodon pilirostris
    - Urotrichus talpoides

Typiskt utpräglade mullvadssläkten uppträdde i Europa redan under eocen för cirka 45 miljoner år sedan. I Nordamerika uppkom mullvadsdjur under oligocen och i Asien är de äldsta fossilen från miocen.